# Humbert Dell’mour
Humbert Dell’mour (auch Humbert Dellmour) (* 11. Oktober 1881 in Wien; † 27. März 1948 in Wien) war ein österreichischer Dichter und Sprachwissenschaftler.

## Leben
Humbert Dell’mour wurde als Sohn von Anton Dell’mour (* 19. September 1817 zu Wien; † 22. April 1894 zu Tulln) (Heeresbeamter) und Marie Dell’mour (19. August 1852 zu Tulln; † 19. Juli 1916 zu Wien) (geb. Altmann) geboren. Er verbrachte die Schuljahre 1887 bis 1895 in der Volks- und Bürgerschule zu Tulln. Vom 7. April 1896 bis zum 7. April 1899 machte er eine Lehre bei einem Etuimacher und war danach dort Gehilfe.
Vom Winter 1899/1900 machte er einen Abendkurs einer Handelsschule. Danach arbeitete er vom 5. Oktober 1900 bis zum 30. September 1905 als Beamter bei einer Versicherungsanstalt. In den Schuljahren 1901–1904 war er Hörer am Freien Lyzeum, Wien, 7., Neustiftgasse 97. Im ersten Jahrgang wurde er bekannt mit Franz Ippisch, Tonkünstler in Wien. Von 1904 bis 1909 war er Schüler am Akademischen Gymnasium zu Wien, 4.–8. Klasse. In der vierten Klasse erhielt er sich durch die Schreibarbeit für die Versicherungsanstalt, die er nachmittags machte. In der fünften Klasse bekam er ein Stipendium; dieses bezog er neun Jahre lang, bis zum Ende des Hochschulbesuches. Am 9. Juli 1909 legte er die Matura ab. Die Jahre 1909–1914 verbrachte er an der Universität Wien, 1911/12 war er Hofmeister zu Wolfsberg in Kärnten. Am 26. Oktober 1914 legte er die Lehramtsprüfung aus Latein und Französisch (Hauptfächer) ab; zwei Jahre später Erweiterungsprüfung aus Deutsch (Hauptfach). Ab dem 15. November 1914 arbeitete er als Mittelschullehrer; ab 15. September 1919 in Wien. Während der Kriegszeit arbeitet er bei Langenscheidt, Änderung des Namens auf Dellmour. Verleihung des Titels, „Heimatdichter von Tulln“.

## Werke
- Gedichtband: Stromeswellen, Gedichte meines Lebens, erschienen 1922, Verlag „Deutsches Vaterland“, Wien 1070
- Reimwörterbuch zum Willehalm Rudolfs von Ems – Wien, 1928
- Sprachlehre: Altdeutsche Sprachlehre für Anfänger, 1. Teil Wortlehre, erschienen 1920, Verlag Franz Deuticke[1]
- Übersetzungen: Ovid im Sturm, Ainaeas. Freie Übertragung des 1. Gesanges der Aineis, Wien 1921
- Deutsche Monatsnamen: Hartung Hornung Lenzing Oster Mai Sonnwend Heuert Ernting Scheiding Gilbhart Nibelung Juling